# L'Arbre de l'oubli
L'Arbre de l'oubli – ou en anglais The Tree of Forgiveness – est un tableau réalisé par le peintre britannique Edward Burne-Jones en 1881-1882. De format vertical, cette huile sur toile préraphaélite est une peinture mythologique qui illustre un conte de Geoffrey Chaucer inspiré par la mythologie grecque. Il représente Phyllis enlaçant par surprise son amant Démophon alors qu'elle reprend forme humaine, après avoir été métamorphosée en amandier. Il s'agit d'une reprise d'un sujet déjà traité en 1870 dans une gouache sur papier : Phyllis et Démophon, qui avait fait scandale en représentant le jeune homme entièrement nu et son amoureuse mieux couverte que lui. Achetée par William Lever en 1918, l'œuvre est conservée à la Lady Lever Art Gallery, à Port Sunlight.

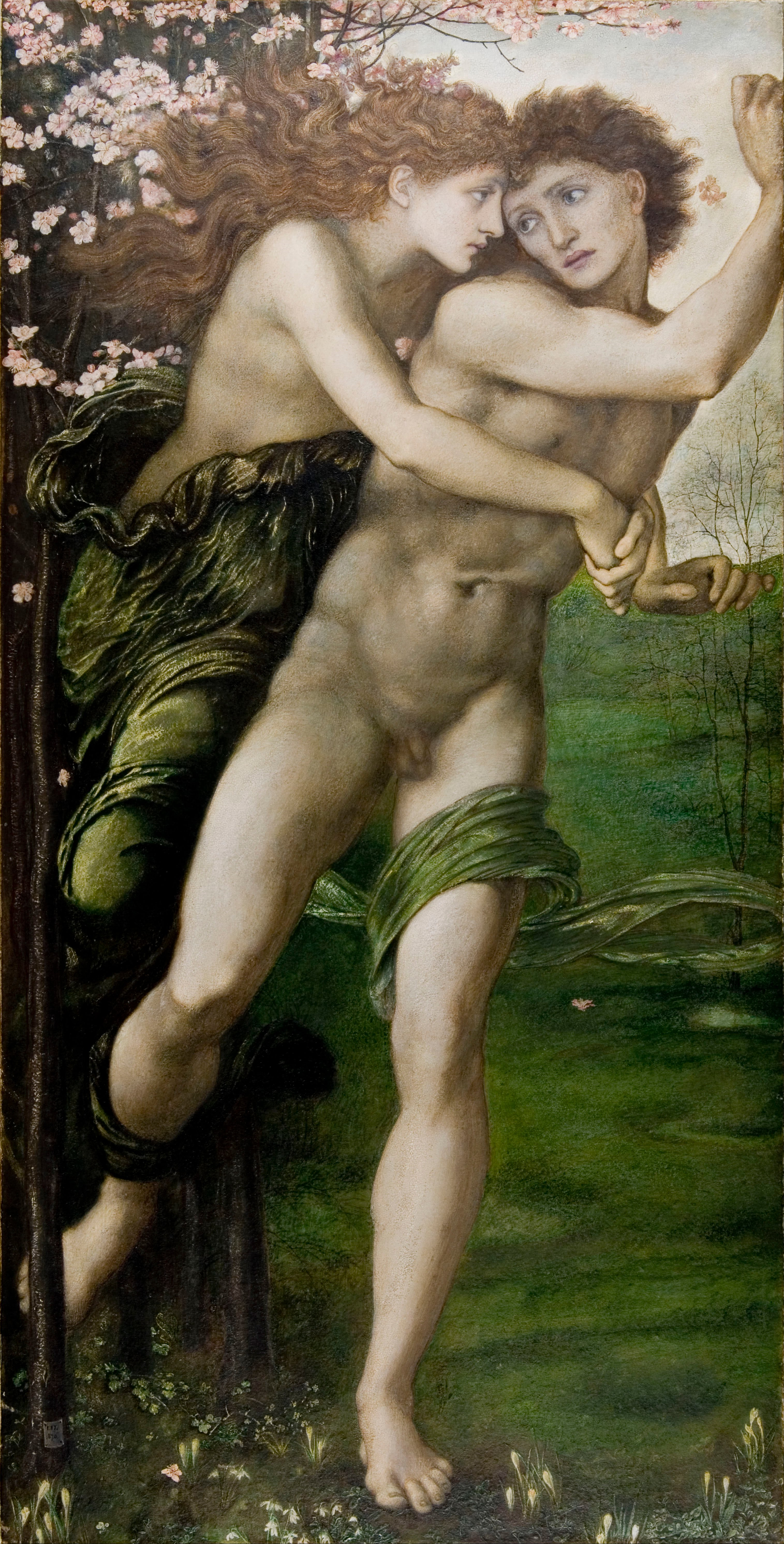
Phyllis et Démophon, 1870 – Birmingham Museum and Art Gallery, Birmingham.